# 1181

## أحداث
- تأسيس مدينة فيتوريا-غاستيز وتقع حاليا في إسبانيا.
- تأسيس مدينة أولم وتقع حاليا في ألمانيا.

## مواليد
- ابن الصلاح
- ابن الفارض
- 26 سبتمبر - فرانسيسكو دي أسيس، قديس من الكنيسة الكاثوليكية.

## وفيات
- الصالح إسماعيل
- تائيرا نو كييوموري